# Sandy Casar
Sandy Casar (Mantes-la-Jolie, 2 februari 1979) is een voormalig Frans wielrenner.

## Carrière
Sandy Casar werd beroepswielrenner in 2000 bij La Française des Jeux. Hij was een behoorlijk klimmer, zo bewees hij onder meer met een tweede plaats in Parijs-Nice van 2002. In datzelfde jaar behaalde hij met een etappe in het Circuit Franco-Belge zijn eerste profzege. Een jaar later won hij een etappe in de Ronde van Zwitserland en werd dertiende in de Ronde van Italië.
In het eindklassement van de Ronde van Frankrijk in 2004 werd Casar twintigste en tweede in het klassement om de witte trui. Een jaar later won Casar de Route du Sud, waarin hij het jaar daarvoor al tweede was geworden. In 2006 overtrof Casar zichzelf door zesde te worden in de Ronde van Italië, een prestatie die hij nooit meer kon herhalen. Zijn grootste overwinningen als beroepsrenner behaalde hij in de 18e etappe in de Ronde van Frankrijk van 2007, de 16e etappe in de Ronde van Frankrijk van 2009, en de 9e etappe in de Ronde van Frankrijk van 2010. Daarnaast werd hij meerdere malen tweede in een etappe.
Op 6 september 2013 werd bekend dat Casar stopt met wielrennen. Hij stond lange tijd gekend als een eeuwige belofte.

## Belangrijkste overwinningen
2002
- 4e etappe Circuit Franco-Belge

2003
- 4e etappe Ronde van Zwitserland

2004
- 2e etappe Ronde van Poitou-Charentes

2005
- Eindklassement Route du Sud

2007
- 18e etappe Ronde van Frankrijk

2009
- 16e etappe Ronde van Frankrijk

2010
- 9e etappe Ronde van Frankrijk

2011
- Parijs-Camembert

## Resultaten in voornaamste wedstrijden
| Jaar | Ronde van Italië | Ronde van Frankrijk | Ronde van Spanje |
| ---- | ---------------- | ------------------- | ---------------- |
| 2002 |                  | 83e                 |                  |
| 2003 | 13e              | 111e                |                  |
| 2004 |                  | 16e                 |                  |
| 2005 | 81e              | 29e                 |                  |
| 2006 | 6e               | 68e                 |                  |
| 2007 |                  | 71e (1)             |                  |
| 2008 |                  | 14e                 | 19e              |
| 2009 |                  | 10e (1)             | opgave           |
| 2010 |                  | 25e (1)             |                  |
| 2011 |                  | 27e                 |                  |
| 2012 | 25e              | 22e                 |                  |
| 2013 | opgave           |                     |                  |

| Jaar | Amstel Gold Race | Luik-Bast.‑Luik | Waalse Pijl |  | Wereldranglijsten |
| ---- | ---------------- | --------------- | ----------- |  | ----------------- |
| 2002 |                  |                 |             |  |                   |
| 2003 |                  |                 |             |  |                   |
| 2004 | 74e              | 44e             | 40e         |  |                   |
| 2005 |                  |                 |             |  | 146e (UPT)        |
| 2006 | 104e             |                 | 66e         |  | 69e (UPT)         |
| 2007 |                  |                 | 60e         |  | 97e (UPT)         |
| 2008 | 22e              |                 | 73e         |  | 46e (UPT)         |
| 2009 | 60e              |                 | 46e         |  | 83e (UWK)         |
| 2010 | 65e              |                 | 61e         |  | 69e (UWK)         |
| 2013 |                  | 106e            | 104e        |  |                   |